# 諾沃西利亞 (新布赫市鎮)
47°46′48″N 32°35′20″E / 47.78000°N 32.58889°E
諾沃西利亞（烏克蘭語：Новосілля）是位於烏克蘭南部的村莊，由尼古拉耶夫州巴什坦卡區的新布赫市鎮負責管轄。該村面積0.69平方公里，海拔高度105米，2001年人口239，人口密度每平方公里346.4人。